# Gretella gracilis
Gretella gracilis är en bönsyrseart som beskrevs av Werner 1923. Gretella gracilis ingår i släktet Gretella och familjen Mantidae. Inga underarter finns listade i Catalogue of Life.